# هنریت آورام
هنریت دیویدسون آورام (به انگلیسی: Henriette Davidson Avram) (۷ اکتبر ۱۹۱۹ - ۲۲ آوریل ۲۰۰۶) یک برنامه‌نویس رایانه و تحلیلگر سیستم بود که استانداردهای مارک (فهرست‌نویسی قابل خواندن توسط ماشین)، استاندارد بین‌المللی داده‌ها برای اطلاعات کتاب‌شناسی و نگه‌داری اطلاعات در کتابخانه‌ها، را توسعه داد. توسعه فرمت مارک توسط آورام در اواخر دهه ۱۹۶۰ و اوایل دهه ۱۹۷۰ در کتابخانه کنگره، تأثیر انقلابی بر عملکرد کتابداری داشت و خودکارسازی بسیاری از عملکردهای کتابخانه‌ای و اشتراک‌گذاری اطلاعات کتاب‌شناسی به صورت الکترونیکی بین کتابخانه‌ها را با استفاده از استانداردهای فهرست‌نویسی از پیش موجود، امکان‌پذیر ساخت.

## سال‌های اولیه زندگی
هنریِت رجینا دیویدسون در ۷ اکتبر ۱۹۱۹ در منهتن، از پدری که توزیع‌کننده‌ی ساعت و مادری که خبرنگار فیلادلفیا لجر بود، متولد شد. اگرچه او هرگز قصد نداشت کتابدار شود، اما هنریِت بسیاری از شنبه‌های دوران کودکی‌اش را به مطالعه در فروشگاه‌های محله می‌گذراند، که در آن زمان، کتابخانه‌های عمومی کوچکی را در خود جای داده بودند.
هنریت دیویدسون رویای یافتن درمانی برای سرطان، که در خانواده‌اش شایع بود، را در سر می‌پروراند. بنابراین، در کالج هانتر در رشته‌ی پیش‌پزشکی تحصیل کرد. در سال ۱۹۴۱، او با هربرت موییس آورام  که در نیروی دریایی ثبت نام کرده بود، ازدواج کرد. در پایان جنگ جهانی دوم، او یک ستوان مدال‌دار بود که به هر دو جبهه اقیانوس اطلس و اقیانوس آرام اعزام شده بود.
خانواده آورام سه فرزند داشتند: مارسی، لوید و جی که تا سال ۱۹۵۱ در نیویورک اقامت داشتند، تا اینکه هربرت آورام در آژانس امنیت ملی در واشنگتن دی سی مشغول به کار شد تا در نهایت به یکی از پیشگامان صنعت گزارشگری دادگاه دیجیتال تبدیل شد که زیرنویس‌های بسته را برای تلویزیون توسعه داد.

## شروع کار حرفه‌ای
این زوج ابتدا به آرلینگتون و بعداً به سیلور اسپرینگ نقل مکان کردند. پس از اقامت در ویرجینیا، آورام زندگی خانه‌داری خود را رها کرد و تحصیل در رشته ریاضیات را در دانشگاه جورج واشینگتن آغاز کرد و در سال ۱۹۵۲ به عنوان یکی از اولین برنامه‌نویسان رایانه که با IBM 701 کار می‌کرد، به آژانس امنیت ملی (NSA) پیوست.
در اوایل دهه ۱۹۶۰، آورام به بخش خصوصی نقل مکان کرد و ابتدا با دفتر تحقیقات آمریکا و بعداً برای یک شرکت نرم‌افزاری به نام شرکت دتاترول کار کرد. هر دو شغل شامل تجزیه و تحلیل سیستم‌ها و برنامه‌نویسی بود، اما در دتاترول بود که آورام اولین تجربه حرفه‌ای خود را با کتابخانه‌ها داشت. از او خواسته شد تا یک کتابخانه علوم رایانه را طراحی کند، او به سرعت چندین کتاب درسی علوم کتابداری را خواند تا اصطلاحات تخصصی مناسب را یاد بگیرد. او همچنین یک کتابدار را برای کمک به خود در فرآیند طراحی استخدام کرد. از طریق این پروژه بود که آورام با خدمات بخش کارت کتابخانه کنگره آشنا شد. او همچنین در اولین تلاش مرکز کتابخانه رایانه‌ای پیوسته (OCLC) برای رایانه‌ای کردن اطلاعات کتابشناختی، با فردریک کیلگور، پدر مرکز کتابخانه رایانه‌ای آنلاین، کار مشاوره‌ای انجام داد. در مارس ۱۹۶۵، آورام در کتابخانه کنگره به عنوان تحلیلگر سیستم در دفتر متخصص سیستم‌های اطلاعاتی استخدام شد.